# Substitut
Substituty jsou v teorii spotřebitele takové dva statky, u kterých může spotřebitel snadno zaměňovat spotřebu jednoho spotřebou druhého. Spotřebitel může reagovat na změny cen substitutů – pokud se zvýší cena jednoho statku, zvýší poptávku po druhém statku. Křížová elasticita poptávky je u substitutů kladná.
Pro mnohé lidi jsou takovými substituty například rohlík a houska – je jim v zásadě jedno (i když mezi nimi rozlišují), zda posnídají jedno nebo druhé.
V případě substitutů mají indiferenční křivky plochý tvar blížící se přímce.
Dokonalé substituty jsou pak takové dva statky, které spotřebitel může nahrazovat úplně libovolně. Nerozlišuje mezi spotřebou jednoho nebo druhého. Pro dokonalé substituty jsou indiferenční křivky přímky. To znamená, že mezní míra substituce ve spotřebě ({\displaystyle MRS_{C}}) je podél nich konstantní a vyjadřuje, v jakém poměru je jeden statek nahrazován druhým.
Příkladem dokonalých substitutů mohou být pro laika víno stejné odrůdy – není schopen je odlišit, a proto mu přinášejí stejný užitek.